# La boutique fantasque
La Boutique fantasque è un balletto in tre parti creato da Léonide Massine che compose la coreografia e scrisse il libretto. Ottorino Respighi si occupò delle musiche orchestrando brani per pianoforte di Gioachino Rossini, tratti dalle raccolte Péchés de vieillesse e Les Soirées musicales. La prima mondiale ebbe luogo all'Alhambra Theatre di Londra il 5 giugno 1919 con la compagnia dei Ballets Russes di Sergej Djagilev. Lydia Lopokova e Massine interpretarono il can-can delle bambole nella versione originale con Enrico Cecchetti nel ruolo del bottegaio. Le scene furono create da André Derain.

## Storia
La storia del balletto ha delle similitudini con Die Puppenfee, un vecchio balletto austriaco, che era stato eseguito da Sergej e Nikolaj Legat a San Pietroburgo agli inizi del XX secolo. Altre note lo accostano a Il soldatino di stagno di Hans Christian Andersen.
La storia di Massine è incentrata intorno alla storia d'amore tra due bambole, ballerine di can-can, in un negozio di giocattoli. Il tema generale è leggermente satirico, e incorpora elementi di commedia nazionale, danza popolare, mimo e coreografia classica.

## Trama
La vicenda è ambientata in Francia nel tardo XIX secolo. Un famoso creatore di giocattoli, noto in campo mondiale, ha creato delle perfette bambole danzanti nella sua bottega. Gli automi si esibiscono in diverse danze, alla presenza dei clienti del negozio. All'inizio, assistono alla spettacolo due signore inglesi e una famiglia americana. Alcune bambole eseguono una tarantella per gli ospiti, e successivamente altre bambole danzano una mazurca. Successivamente, entrano delle nuove bambole che intrattengono, con altre danze, uno snob e un venditore di meloni . Arrivano poi altri clienti: una famiglia russa, e tutti apprezzano lo spettacolo. Per rendere onore ai nuovi arrivati, entrano cinque bambole Cosacco esibendosi nella loro danza tradizionale, seguiti da due barboncini nani impegnati in una divertente danza.
Arriva quindi il momento, di una sofisticata coppia di ballerini di can-can, che eseguono perfettamente il loro numero. La danza è così entusiasmante che la famiglia di americani decide di acquistare il ballerino, mentre quella russa acquista la ballerina. L'affare viene concluso, i ballerini vengono acquistati, e le famiglie verranno a ritirarli il giorno seguente.
Durante la notte, le bambole, come per magia, diventano umane e iniziano a danzare. Esse sono tuttavia sconvolte dal fatto che i ballerini di can-can stanno per essere separati. Quando, il mattino successivo, il negozio apre e i clienti si presentano a ritirare i ballerini, si scopre che essi non sono più lì. I clienti, non a conoscenza della vita segreta delle bambole, protestano con il negoziante. Nel successivo scontro le bambole intervengono a salvare il negoziante tramite le bambole cosacco che attaccano i clienti con le loro baionette.
Spinti fuori dal negozio, i clienti guardano increduli, dalla vetrina, come le bambole e il negoziante, felici, stanno ballando allegramente.

## Dettagli storici
Quando Massine lasciò la compagnia del Colonnello de Basil, nel 1937, il balletto fu tra quelli coinvolti nella loro disputa per il copyright. Dopo una causa civile nel 1937, de Basil non poté più mettere in scena tutti i balletti creati da Massine prima del 1932.
La boutique fantasque fu il primo balletto di Léonide Massine ad essere rappresentato in Australia. La prima australiana fu data al Theatre Royal di Adelaide durante la serata inaugurale del tour della compagnia del Colonnello de Basil, il 13 ottobre 1936. Valentina Blinova e Leon Woizikowsky vennero particolarmente applauditi come ballerini del can-can, ruoli originariamente interpretati da Lydia Lopokova e dallo stesso Massine.